# Von Arnim’sche Villa (Hanau)
Die von Arnim’sche Villa war der Wohnsitz von Curt und Maria von Arnim in Großauheim, heute ein Stadtteil von Hanau. Das Haus steht heute unter Denkmalschutz.

## Geografische Lage
Die von Arnim’sche Villa liegt in der Sandgasse 32 in Hanau-Großauheim, im Main-Kinzig-Kreis, Hessen.

## Geschichte
Curt und Maria von Arnim ließen sich 1899 in Großauheim nieder, wo er einen Zweigbetrieb des familieneigenen Eisenhütten- und Emaillierwerkes Tangerhütte, die Marienhütte, leitete. Die Fabrik in Tangerhütte stellte – zusätzlich zu den in der Bezeichnung genannten Gegenständen – auch Zierteile für Gebäude und Gartenanlagen aus Kunststein und Beton her.
Das Ehepaar von Arnim errichtete sich in unmittelbarer Nähe zur Fabrik ein Wohnhaus. Es stammt aus dem Jahr 1900. Architekt war E. Schramm. Die Einfriedung aus Beton stammt von 1908, die Gartenanlage aus den Jahren 1908 bis 1910. Die Anlage, insbesondere deren Umfriedung aus Stampfbeton und die Gartendekorationen, sind auch eine Dauerausstellung der vom Stammwerk hergestellten Produkte.
Die Anlage ist heute ein Kulturdenkmal aufgrund des Hessischen Denkmalschutzgesetzes aus geschichtlichen, künstlerischen und städtebaulichen Gründen.

## Gebäude
Das Wohnhaus ist zweigeschossig, traufständig mit Mittelrisalit. Äußerlich wie eine Villa gestaltet, war es doch ein Mehrfamilienhaus. Im Erdgeschoss gab es zwei Wohnungen und im Obergeschoss eine, die etwas repräsentativer war, wo sich neben einer Küche und dem Schlafzimmer im Risalit, ein Wohnzimmer, ein Empfangszimmer und zwei Fremdenzimmer befanden.
Repräsentativer wurde die Anlage auch durch den Bau der Einfriedung, deren außergewöhnliches „Schuppendekor“ bereits eine Planung des Jahres 1908 zeigt. Die Zwischenpfeiler tragen Pinienzapfen, die Torpfeiler üppige Früchtekörbe. Der sich rückseitig an das Wohnhaus anschließende Garten wurde an den übrigen Seiten von Laubengängen gerahmt, die in der Mittelachse in einer Pergola münden. Diese ist durch Freitreppen kannelierte Säulen und kleine Kunststein-Sphingen inszeniert. Bei der Gartengestaltung wurde weniger auf die Bepflanzung als auf die Möblierung geachtet. Davon blieben neben aufgesockelten Vasen und einer Pyramide mit Kugelaufsatz auch Frauenbüsten und eine Exedra mit Rundtisch erhalten. Die Anlage wirkt biedermeierlich und ist ein Zeugnis retrospektiv orientierter Gartenkunst des frühen 20. Jahrhunderts.